# Фови (Тренто)
Фови је насеље у Италији у округу Тренто, региону Трентино-Јужни Тирол.
Према процени из 2011. у насељу је живело 74 становника. Насеље се налази на надморској висини од 1020 м.